# Prix Marca
Les Prix Marca du football espagnol (en espagnol Premios Marca del Fútbol) sont les récompenses officielles décernées par le journal Marca en partenaire avec LaLiga en Espagne. Les prix sont décernées pour les meilleurs joueurs et entraîneurs du championnat d'Espagne de première et deuxième division.

## Palmarès
La présidente de la Communauté de Madrid, Esperanza Aguirre, préside la cérémonie de remise des prix organisée par le journal Marca qui s'est déroulée le 6 octobre 2008.
Lionel Messi est le joueur ayant reçu le plus de distinctions (16) dont les prix de Trophée Alfredo Di Stéfano et Pichichi.

## Années 2000

### Saison 2007-08
| Saison 2007-08                  | Saison 2007-08    | Saison 2007-08    | Saison 2007-08        | Saison 2007-08    |
| Catégorie                       | Liga BBVA         | Liga BBVA         | Liga Adelante         | Liga Adelante     |
| Catégorie                       | Joueur            | Équipe            | Joueur                | Équipe            |
| ------------------------------- | ----------------- | ----------------- | --------------------- | ----------------- |
| Trophée Alfredo Di Stéfano(MVP) | Raúl              | Real Madrid       |                       |                   |
| Trophée Pichichi                | Dani Güiza        | RCD Mallorca      | Yordi                 | Xerez CD          |
| Trophée Miguel Muñoz            | Manuel Pellegrini | Villarreal CF     | Manuel Preciado       | Sporting Gijón    |
| Trophée Zamora                  | Iker Casillas     | Real Madrid       | Carlos Sanchez Garcia | CD Castellón      |
| Trophée Zarra                   | Dani Güiza        | RCD Mallorca      | Yordi                 | Xerez CD          |
| Trofeo Guruceta (es)            | Megía Dávila (es) | Megía Dávila (es) | Megía Dávila (es)     | Megía Dávila (es) |
| Première cérémonie de prix.     |                   |                   |                       |                   |

### Saison 2008-09
| Saison 2008-09                   | Saison 2008-09    | Saison 2008-09     | Saison 2008-09          | Saison 2008-09    |
| Catégorie                        | Liga BBVA         | Liga BBVA          | Liga Adelante           | Liga Adelante     |
| Catégorie                        | Joueur            | Équipe             | Joueur                  | Équipe            |
| -------------------------------- | ----------------- | ------------------ | ----------------------- | ----------------- |
| Trophée Alfredo Di Stéfano (MVP) | Lionel Messi      | FC Barcelone       |                         |                   |
| Trophée Pichichi                 | Diego Forlán      | Atlético de Madrid | Juan Francisco Martínez | CD Tenerife       |
| Trophée Miguel Muñoz             | Pep Guardiola     | FC Barcelone       | Marcelino García Toral  | Real Zaragoza     |
| Trophée Zamora                   | Víctor Valdés     | FC Barcelone       | Claudio Bravo           | Real Sociedad     |
| Trophée Zarra                    | David Villa       | Valence CF         | Juan Francisco Martínez | CD Tenerife       |
| Trofeo Guruceta (es)             | Megía Dávila (es) | Megía Dávila (es)  | Megía Dávila (es)       | Megía Dávila (es) |

### Saison 2009-10
| Saison 2009-10                   | Saison 2009-10           | Saison 2009-10                                         | Saison 2009-10                                         | Saison 2009-10                                         |
| Catégorie                        | Liga BBVA                | Liga BBVA                                              | Liga Adelante                                          | Liga Adelante                                          |
| Catégorie                        | Joueur                   | Équipe                                                 | Joueur                                                 | Équipe                                                 |
| -------------------------------- | ------------------------ | ------------------------------------------------------ | ------------------------------------------------------ | ------------------------------------------------------ |
| Trophée Alfredo Di Stéfano (MVP) | Lionel Messi             | FC Barcelone                                           |                                                        |                                                        |
| Trophée Pichichi                 | Lionel Messi             | FC Barcelone                                           | Jorge Molina                                           | Elche CF                                               |
| Trophée Miguel Muñoz             | Pep Guardiola            | FC Barcelone                                           | Luis García Plaza                                      | Levante UD                                             |
| Trophée Zamora                   | Víctor Valdés            | FC Barcelone                                           | Vicente Guaita                                         | Recreativo de Huelva                                   |
| Trophée Zarra                    | David Villa              | Valence CF                                             | Jorge Molina                                           | Elche CF                                               |
| Trofeo Guruceta (es)             | Alberto Undiano Mallenco | Alberto Undiano Mallenco                               | Alberto Undiano Mallenco                               | Alberto Undiano Mallenco                               |
| Prix spécial                     | Quique Sánchez Flores    | Vainqueur de la Ligue Europa avec l'Atlético de Madrid | Vainqueur de la Ligue Europa avec l'Atlético de Madrid | Vainqueur de la Ligue Europa avec l'Atlético de Madrid |
| Prix spécial                     | Iker Casillas            | Meilleur joueur de la sélection                        | Meilleur joueur de la sélection                        | Meilleur joueur de la sélection                        |

## Années 2010

### Saison 2010-11
| Saison 2010-11                   | Saison 2010-11      | Saison 2010-11      | Saison 2010-11      | Saison 2010-11      |
| Catégorie                        | Liga BBVA           | Liga BBVA           | Liga Adelante       | Liga Adelante       |
| Catégorie                        | Joueur              | Équipe              | Joueur              | Équipe              |
| -------------------------------- | ------------------- | ------------------- | ------------------- | ------------------- |
| Trophée Alfredo Di Stéfano (MVP) | Lionel Messi        | FC Barcelone        |                     |                     |
| Trophée Pichichi                 | Cristiano Ronaldo   | Real Madrid         | Jonathan Soriano    | FC Barcelone B      |
| Trophée Miguel Muñoz             | José Mourinho       | Real Madrid         | José Ramón Sandoval | Rayo Vallecano      |
| Trophée Zamora                   | Víctor Valdés       | FC Barcelone        | Andrés Fernández    | SD Huesca           |
| Trophée Zarra                    | Álvaro Negredo      | Séville FC          | Jonathan Soriano    | FC Barcelone B      |
| Trofeo Guruceta (es)             | Antonio Mateu Lahoz | Antonio Mateu Lahoz | Antonio Mateu Lahoz | Antonio Mateu Lahoz |
| Trofeo Puerta-Jarque             | Séville FC          | Séville FC          | Séville FC          | Séville FC          |

### Saison 2011-12
| Saison 2011-12                                     | Saison 2011-12        | Saison 2011-12                         | Saison 2011-12                         | Saison 2011-12                         |
| Catégorie                                          | Liga BBVA             | Liga BBVA                              | Liga Adelante                          | Liga Adelante                          |
| Catégorie                                          | Joueur                | Équipe                                 | Joueur                                 | Équipe                                 |
| -------------------------------------------------- | --------------------- | -------------------------------------- | -------------------------------------- | -------------------------------------- |
| Trophée Alfredo Di Stéfano (MVP)                   | Cristiano Ronaldo     | Real Madrid                            |                                        |                                        |
| Trophée Pichichi                                   | Lionel Messi          | FC Barcelone                           | Leonardo Ulloa                         | UD Almería                             |
| Trophée Miguel Muñoz                               | José Mourinho         | Real Madrid                            | Juan Antonio Anquela                   | AD Alcorcón                            |
| Trophée Miguel Muñoz du 75 Aniniversaire de Marca. | Vicente del Bosque    | Vicente del Bosque                     | Vicente del Bosque                     | Vicente del Bosque                     |
| Trophée Zamora                                     | Víctor Valdés         | FC Barcelone                           | Jaime Jiménez (en)                     | Real Valladolid                        |
| Trophée Zarra                                      | Roberto Soldado       | Valence CF                             | Iago Aspas                             | Celta Vigo                             |
| Trophée Zarra                                      | Fernando Llorente     | Athletic Bilbao                        | Iago Aspas                             | Celta Vigo                             |
| Trofeo Guruceta (es)                               | Delgado Ferreiro (es) | Delgado Ferreiro (es)                  | Delgado Ferreiro (es)                  | Delgado Ferreiro (es)                  |
| Prix spécial                                       | Diego Simeone         | Vainqueur de la Ligue Europa 2011-2012 | Vainqueur de la Ligue Europa 2011-2012 | Vainqueur de la Ligue Europa 2011-2012 |
| Trofeo Puerta-Jarque                               | CF Reus Deportiu      | CF Reus Deportiu                       | CF Reus Deportiu                       | CF Reus Deportiu                       |

### Saison 2012-13
| Saison 2012-13                   | Saison 2012-13                                                         | Saison 2012-13                                                         | Saison 2012-13                                                         | Saison 2012-13                                                         |
| Catégorie                        | Liga BBVA                                                              | Liga BBVA                                                              | Liga Adelante                                                          | Liga Adelante                                                          |
| Catégorie                        | Joueur                                                                 | Équipe                                                                 | Joueur                                                                 | Équipe                                                                 |
| -------------------------------- | ---------------------------------------------------------------------- | ---------------------------------------------------------------------- | ---------------------------------------------------------------------- | ---------------------------------------------------------------------- |
| Trophée Alfredo Di Stéfano (MVP) | Cristiano Ronaldo                                                      | Real Madrid                                                            |                                                                        |                                                                        |
| Trophée Pichichi                 | Lionel Messi                                                           | FC Barcelone                                                           | Charles                                                                | UD Almería                                                             |
| Trophée Miguel Muñoz             | Tito Vilanova                                                          | FC Barcelone                                                           | Manu Herrera (en)                                                      | Elche CF                                                               |
| Trophée Zamora                   | Thibaut Courtois                                                       | Atlético de Madrid                                                     | Fran Escribá                                                           | Elche CF                                                               |
| Trophée Zarra                    | Álvaro Negredo                                                         | Séville FC                                                             | Jesé Rodríguez                                                         | Real Madrid Castilla                                                   |
| Trofeo Guruceta (es)             | Carlos Velasco Carballo                                                | Carlos Velasco Carballo                                                | Carlos Velasco Carballo                                                | Carlos Velasco Carballo                                                |
| Trofeo Puerta-Jarque             | Alejandro Rodríguez, joueur des catégories des jeunes de l'Unión Viera | Alejandro Rodríguez, joueur des catégories des jeunes de l'Unión Viera | Alejandro Rodríguez, joueur des catégories des jeunes de l'Unión Viera | Alejandro Rodríguez, joueur des catégories des jeunes de l'Unión Viera |

### Saison 2013-14
| Saison 2013-14                   | Saison 2013-14                        | Saison 2013-14                        | Saison 2013-14                        | Saison 2013-14                        |
| Catégorie                        | Liga BBVA                             | Liga BBVA                             | Liga Adelante                         | Liga Adelante                         |
| Catégorie                        | Joueur                                | Équipe                                | Joueur                                | Équipe                                |
| -------------------------------- | ------------------------------------- | ------------------------------------- | ------------------------------------- | ------------------------------------- |
| Trophée Alfredo Di Stéfano (MVP) | Cristiano Ronaldo                     | FC Barcelone                          |                                       |                                       |
| Trophée Pichichi                 | Cristiano Ronaldo                     | FC Barcelone                          | Borja Viguera                         | Deportivo Alavés                      |
| Trophée Miguel Muñoz             | Diego Simeone                         | Atlético de Madrid                    | Gaizka Garitano                       | SD Eibar                              |
| Trophée Zamora                   | Thibaut Courtois                      | Atlético de Madrid                    | Xabi Irureta (en)                     | SD Eibar                              |
| Trophée Zarra                    | Diego Costa                           | Atlético de Madrid                    | Borja Viguera                         | Deportivo Alavés                      |
| Trofeo Guruceta (es)             | Antonio Mateu Lahoz                   | Antonio Mateu Lahoz                   | Antonio Mateu Lahoz                   | Antonio Mateu Lahoz                   |
| Prix Luis Aragonés               | Équipe d'Espagne féminine de football | Équipe d'Espagne féminine de football | Équipe d'Espagne féminine de football | Équipe d'Espagne féminine de football |

### Saison 2014-15
| Saison 2014-15                   | Saison 2014-15                            | Saison 2014-15                            | Saison 2014-15                            | Saison 2014-15                            |
| Catégorie                        | Liga BBVA                                 | Liga BBVA                                 | Liga Adelante                             | Liga Adelante                             |
| Catégorie                        | Joueur                                    | Équipe                                    | Joueur                                    | Équipe                                    |
| -------------------------------- | ----------------------------------------- | ----------------------------------------- | ----------------------------------------- | ----------------------------------------- |
| Trophée Alfredo Di Stéfano (MVP) | Lionel Messi                              | FC Barcelone                              |                                           |                                           |
| Meilleur joueur (Fans)           | Cristiano Ronaldo                         | Real Madrid                               |                                           |                                           |
| Trophée Pichichi                 | Cristiano Ronaldo                         | Real Madrid                               | Rubén Castro                              | Betis Séville                             |
| Trophée Miguel Muñoz             | Carlo Ancelotti                           | Real Madrid                               | Abelardo                                  | Sporting Gijón                            |
| Trophée Zamora                   | Claudio Bravo                             | FC Barcelone                              | Iván Cuéllar                              | Sporting Gijón                            |
| Trophée Zarra                    | Aritz Aduriz                              | Athletic Bilbao                           | Rubén Castro                              | Betis Séville                             |
| MVP de la Sélection              | Sergio Ramos                              | Real Madrid                               | Real Madrid                               | Real Madrid                               |
| Trofeo Guruceta (es)             | Hernández Hernández (es)                  | Hernández Hernández (es)                  | Hernández Hernández (es)                  | Hernández Hernández (es)                  |
| Trofeo Puerta-Jarque             | Atlético de Madrid / Deportivo La Corogne | Atlético de Madrid / Deportivo La Corogne | Atlético de Madrid / Deportivo La Corogne | Atlético de Madrid / Deportivo La Corogne |

### Saison 2015-16
| Saison 2015-16                   | Saison 2015-16          | Saison 2015-16          | Saison 2015-16          | Saison 2015-16          |
| Catégorie                        | Liga Santander          | Liga Santander          | Liga Adelante           | Liga Adelante           |
| Catégorie                        | Joueur                  | Équipe                  | Joueur                  | Équipe                  |
| -------------------------------- | ----------------------- | ----------------------- | ----------------------- | ----------------------- |
| Trophée Alfredo Di Stéfano (MVP) | Cristiano Ronaldo       | Real Madrid             |                         |                         |
| Trophée Pichichi                 | Luis Suárez             | FC Barcelone            | Sergio León             | Elche CF                |
| Trophée Miguel Muñoz             | Diego Simeone           | Atlético de Madrid      | Asier Garitano          | CD Leganés              |
| Trophée Zamora                   | Jan Oblak               | Atlético de Madrid      | Isaac Becerra           | Real Valladolid         |
| Trophée Zarra                    | Aritz Aduriz            | Athletic Bilbao         | Sergio León             | Elche CF                |
| MVP de la Sélection              | Álvaro Morata           | Real Madrid             | Real Madrid             | Real Madrid             |
| Trofeo Guruceta (es)             | Carlos Velasco Carballo | Carlos Velasco Carballo | Carlos Velasco Carballo | Carlos Velasco Carballo |
| Trofeo Puerta-Jarque             | Javier Tebas            | Javier Tebas            | Javier Tebas            | Javier Tebas            |

### Saison 2016-17
| Saison 2016-17                   | Saison 2016-17                                     | Saison 2016-17                                     | Saison 2016-17                                     | Saison 2016-17                                     |
| Catégorie                        | Liga Santander                                     | Liga Santander                                     | LaLiga 123                                         | LaLiga 123                                         |
| Catégorie                        | Joueur                                             | Équipe                                             | Joueur                                             | Équipe                                             |
| -------------------------------- | -------------------------------------------------- | -------------------------------------------------- | -------------------------------------------------- | -------------------------------------------------- |
| Trophée Alfredo Di Stéfano (MVP) | Lionel Messi                                       | FC Barcelone                                       |                                                    |                                                    |
| Trophée Pichichi                 | Lionel Messi                                       | FC Barcelone                                       | Joselu                                             | CD Lugo                                            |
| Trophée Miguel Muñoz             | Asier Garitano                                     | CD Leganés                                         | José Luis Mendilibar                               | CD Leganés                                         |
| Trophée Miguel Muñoz             | José Luis Mendilibar                               | SD Eibar                                           | José Luis Mendilibar                               | CD Leganés                                         |
| Trophée Zamora                   | Jan Oblak                                          | Atlético de Madrid                                 | Raúl Fernández-Cavada (es)                         | Levante UD                                         |
| Trophée Zarra                    | Iago Aspas                                         | Celta Vigo                                         | Joselu                                             | CD Lugo                                            |
| MVP de la Sélection              | Andrés Iniesta                                     | FC Barcelone                                       | FC Barcelone                                       | FC Barcelone                                       |
| Trofeo Guruceta (es)             | Martínez Munuera (es) / Cordero Vega (2e division) | Martínez Munuera (es) / Cordero Vega (2e division) | Martínez Munuera (es) / Cordero Vega (2e division) | Martínez Munuera (es) / Cordero Vega (2e division) |
| MVP Liga Fantasy MARCA           | Víctor Arroyo                                      | Víctor Arroyo                                      | Víctor Arroyo                                      | Víctor Arroyo                                      |

### Saison 2017-18
| Saison 2017-18                   | Saison 2017-18          | Saison 2017-18          | Saison 2017-18          | Saison 2017-18          |
| Catégorie                        | Liga Santander          | Liga Santander          | LaLiga 123              | LaLiga 123              |
| Catégorie                        | Joueur                  | Équipe                  | Joueur                  | Équipe                  |
| -------------------------------- | ----------------------- | ----------------------- | ----------------------- | ----------------------- |
| Trophée Alfredo Di Stéfano (MVP) | Lionel Messi            | FC Barcelone            |                         |                         |
| Trophée Pichichi                 | Lionel Messi            | FC Barcelone            | Jaime Mata              | Real Valladolid         |
| Trophée Miguel Muñoz             | Marcelino García Toral  | Valence CF              | Rubi                    | SD Huesca               |
| Trophée Zamora                   | Jan Oblak               | Atlético de Madrid      | Alberto Cifuentes (en)  | Cádiz CF                |
| Trophée Zarra                    | Iago Aspas              | Celta Vigo              | Jaime Mata              | Real Valladolid         |
| Trofeo Guruceta (es)             | Carlos del Cerro Grande | Carlos del Cerro Grande | Carlos del Cerro Grande | Carlos del Cerro Grande |
| Prix du but en or                | Chema (en)              | Levante UD              |                         |                         |
| Trofeo Puerta-Jarque             | Espanyol de Barcelone   | Espanyol de Barcelone   | Espanyol de Barcelone   | Espanyol de Barcelone   |

### Saison 2018-19
| Saison 2018-19                   | Saison 2018-19          | Saison 2018-19          | Saison 2018-19          | Saison 2018-19          |
| Catégorie                        | Liga Santander          | Liga Santander          | LaLiga 123              | LaLiga 123              |
| Catégorie                        | Joueur                  | Équipe                  | Joueur                  | Équipe                  |
| -------------------------------- | ----------------------- | ----------------------- | ----------------------- | ----------------------- |
| Trophée Alfredo Di Stéfano (MVP) | Lionel Messi            | FC Barcelone            | Vacant                  | Vacant                  |
| Trophée Pichichi                 | Lionel Messi            | FC Barcelone            | Álvaro Giménez (en)     | UD Almería              |
| Trophée Miguel Muñoz             | José Bordalás           | Getafe CF               | Diego Martínez Penas    | Grenade CF              |
| Trophée Zamora                   | Jan Oblak               | Atlético de Madrid      | Rui Silva               | Grenade CF              |
| Trophée Zarra                    | Iago Aspas              | Celta Vigo              | Álvaro Giménez (en)     | UD Almería              |
| MVP de la Sélection              | Sergio Ramos            | Real Madrid             | Real Madrid             | Real Madrid             |
| Trofeo Guruceta (es)             | Carlos del Cerro Grande | Carlos del Cerro Grande | Carlos del Cerro Grande | Carlos del Cerro Grande |
| Prix du but en or                | Iñaki Williams          | Athletic Bilbao         |                         |                         |
| Trofeo Puerta-Jarque             | Málaga CF               | Málaga CF               | Málaga CF               | Málaga CF               |

### Saison 2019-20
| Saison 2019-20                   | Saison 2019-20     | Saison 2019-20     | Saison 2019-20        | Saison 2019-20     |
| Catégorie                        | Liga Santander     | Liga Santander     | LaLiga SmartBank      | LaLiga SmartBank   |
| Catégorie                        | Joueur             | Équipe             | Joueur                | Équipe             |
| -------------------------------- | ------------------ | ------------------ | --------------------- | ------------------ |
| Trophée Alfredo Di Stéfano (MVP) | Karim Benzema      | Real Madrid        | Vacant                | Vacant             |
| Meilleur joueur (Fans)           | Karim Benzema      | Real Madrid        | Vacant                | Vacant             |
| Trophée Pichichi                 | Lionel Messi       | FC Barcelone       | Cristhian Stuani      | Girona FC          |
| Trophée Miguel Muñoz             | Zinédine Zidane    | Real Madrid        | Míchel                | SD Huesca          |
| Trophée Miguel Muñoz             | Julen Lopetegui    | Séville FC         | Míchel                | SD Huesca          |
| Trophée Zamora                   | Thibaut Courtois   | Real Madrid        | Munir Mohand Mohamedi | Málaga CF          |
| Trophée Zarra                    | Gerard Moreno      | Villarreal CF      | Stoichkov (en)        | AD Alcorcón        |
| MVP de la Sélection              | Santi Cazorla      | Villarreal CF      | Villarreal CF         | Villarreal CF      |
| Trofeo Guruceta (es)             | Pizarro Gomez (es) | Pizarro Gomez (es) | Pizarro Gomez (es)    | Pizarro Gomez (es) |
| Trofeo Puerta-Jarque             | Michael Robinson   | Michael Robinson   | Michael Robinson      | Michael Robinson   |

## Années 2020

### Saison 2020-21
| Saison 2020-21                   | Saison 2020-21      | Saison 2020-21      | Saison 2020-21      | Saison 2020-21        |
| Catégorie                        | LaLiga              | LaLiga              | LaLiga SmartBank    | LaLiga SmartBank      |
| Catégorie                        | Joueur              | Équipe              | Joueur              | Équipe                |
| -------------------------------- | ------------------- | ------------------- | ------------------- | --------------------- |
| Trophée Alfredo Di Stéfano (MVP) | Luis Suárez         | Atlético de Madrid  | Vacant              | Vacant                |
| Meilleur joueur (Fans)           | Lionel Messi        | FC Barcelone        | Vacant              | Vacant                |
| Trophée Pichichi                 | Lionel Messi        | FC Barcelone        | Raúl de Tomás       | Espanyol de Barcelone |
| Trophée Miguel Muñoz             | Diego Simeone       | Atlético de Madrid  | Luis García Plaza   | RCD Majorque          |
| Trophée Zamora                   | Jan Oblak           | Atlético de Madrid  | Diego López         | Espanyol de Barcelone |
| Trophée Zarra                    | Gerard Moreno       | Villarreal CF       | Raúl de Tomás       | Espanyol de Barcelone |
| MVP de la Sélection              | Ferran Torres       | Manchester City     | Manchester City     | Manchester City       |
| Trofeo Guruceta (es)             | Alberola Rojas (es) | Alberola Rojas (es) | Alberola Rojas (es) | Alberola Rojas (es)   |
| Trofeo Puerta-Jarque             | Luis Jorge Prieto   | Luis Jorge Prieto   | Luis Jorge Prieto   | Luis Jorge Prieto     |

### Saison 2021-22
| Saison 2021-22,                  | Saison 2021-22,   | Saison 2021-22,       | Saison 2021-22,                | Saison 2021-22,    |
| Catégorie                        | LaLiga            | LaLiga                | LaLiga SmartBank               | LaLiga SmartBank   |
| Catégorie                        | Joueur            | Équipe                | Joueur                         | Équipe             |
| -------------------------------- | ----------------- | --------------------- | ------------------------------ | ------------------ |
| Trophée Alfredo Di Stéfano (MVP) | Karim Benzema     | Real Madrid           |                                |                    |
| Meilleur joueur (Fans)           | Karim Benzema     | Real Madrid           |                                |                    |
| Trophée Pichichi                 | Karim Benzema     | Real Madrid           | Cristhian Stuani               | Girona FC          |
| Trophée Pichichi                 | Karim Benzema     | Real Madrid           | Borja Bastón                   | Real Oviedo        |
| Trophée Miguel Muñoz             | Carlo Ancelotti   | Real Madrid           | Rubi                           | UD Almería         |
| Trophée Miguel Muñoz             | Manuel Pellegrini | Real Betis            | Rubi                           | UD Almería         |
| Trophée Zamora                   | Yassine Bounou    | Séville FC            | Fernando Martinez Álvarez (es) | UD Almería         |
| Trophée Zarra                    | Iago Aspas        | Celta Vigo            | Borja Bastón                   | Real Oviedo        |
| Trophée Zarra                    | Raúl de Tomás     | Espanyol de Barcelone | Borja Bastón                   | Real Oviedo        |
| MVP de la Sélection              | Álvaro Morata     | Atlético de Madrid    | Atlético de Madrid             | Atlético de Madrid |
| Trofeo Guruceta (es)             | Ortiz Arias (es)  | Ortiz Arias (es)      | Ortiz Arias (es)               | Ortiz Arias (es)   |
| Trofeo Puerta-Jarque             | Andriy Lunin      | Andriy Lunin          | Andriy Lunin                   | Andriy Lunin       |